# Клуб Америка
ФК Америка (на испански: Club de Fútbol América), повече известен като Клуб Америка (Club América), е футболен клуб в град Мексико, столицата на Съединените мексикански щати.
Клубът е основан през 1916 г. От 1959 е притежаван от медийната група Grupo Televisa.
Отборът му играе срещите си на стадион „Ацтека“. Ставал е шампион на Мексико 10 пъти – за последно през 2005 г. Носител е на Купата на Мексико 5 пъти. През 2006 г. печели купата на КОНКАКАФ и става 4-ти на световното клубно първенство.

## Известни играчи
- Куаутемок Бланко
- Иван Саморано
- Павел Пардо
- Салвадор Кабаняс
- Гилермо Очоа
- Герман Вия
- Агевалдо Москера
- Клаудио Лопес
- Клебер Перейра
- Луис Алберто Алвес